# Matronica Holboella
Matronica Holboella (Ceratias holboelli) – gatunek ryby głębinowej z rodziny matronicowatych (Ceratiidae). Występuje we wszystkich oceanach na głębokościach do 4400 m.
Matronica Holboella jest największym gatunkiem w rodzinie i jedną z największych ryb głębinowych w ogóle. Największy okaz mierzył 127 cm długości.
Gatunek opisał Henrik Krøyer w 1845 roku. Nazwa gatunkowa upamiętnia kapitana Holbölla, który przed 1845 rokiem złowił dwa okazy ryb głębinowych i przekazał je profesorowi Krøyerowi do opisania. W 1922 roku islandzki biolog Bjarni Saemundsson opisał dwie ryby pasożytujące na samicy C. holboelli i uznał, że są młodymi osobnikami tego gatunku. Trzy lata później Charles Tate Regan prawidłowo uznał te ryby za dojrzałe płciowo samce.